# Escaunets
Escaunets est une commune française située dans le nord-ouest du département des Hautes-Pyrénées, en région Occitanie.
La commune possède un patrimoine naturel remarquable composé d'une zone naturelle d'intérêt écologique, faunistique et floristique.

## Géographie

### Localisation
La commune d'Escaunets se trouve dans le département des Hautes-Pyrénées, en région Occitanie.
C'est l'une des cinq communes constituant les enclaves bigourdanes, deux entités géographiques faisant partie du département français des Hautes-Pyrénées (Bigorre historique), mais entièrement enclavées dans le département voisin des Pyrénées-Atlantiques (Béarn historique et Pays basque français).
Sur le plan historique et culturel, Escaunets fait partie de la province du Béarn, qui fut également un État et qui présente une unité historique et culturelle à laquelle s’oppose une diversité frappante de paysages au relief tourmenté.
Elle se situe à 18 km à vol d'oiseau de Tarbes, préfecture du département, et à 11 km de Vic-en-Bigorre.
Elle fait partie de l'aire d'attraction de Tarbes, de la zone d'emploi de Tarbes-Lourdes et du bassin de vie de Vic-en-Bigorre.

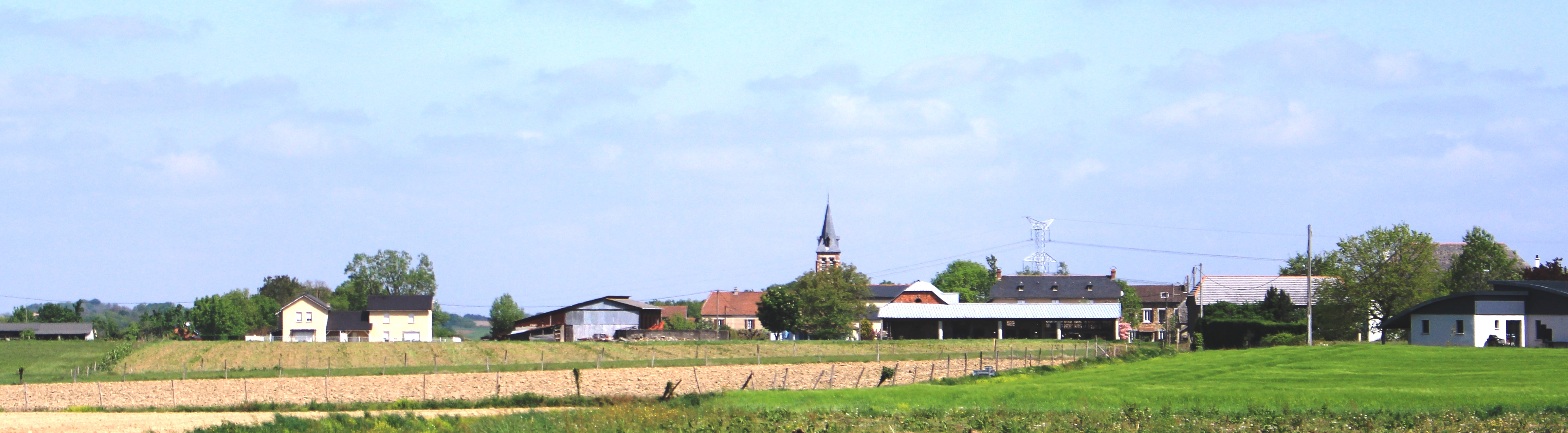
Vue du bourg.

### Communes limitrophes
Les communes limitrophes sont  Bédeille, Maure, Montaner, Ponson-Debat-Pouts, Pontiacq-Viellepinte, Séron et Villenave-près-Béarn.
| Villenave-près-Béarn            | Maure (Pyrénées-Atlantiques, sur 50 m) | Pontiacq-Viellepinte (Pyrénées-Atlantiques) |
| Bédeille (Pyrénées-Atlantiques) | Escaunets                              | Montaner (Pyrénées-Atlantiques)             |
|                                 | Séron                                  | Ponson-Debat-Pouts (Pyrénées-Atlantiques)   |

### Géologie et relief
La superficie de la commune est de 6,24 km2 ; son altitude varie de 274  à   363 mètres.

### Hydrographie

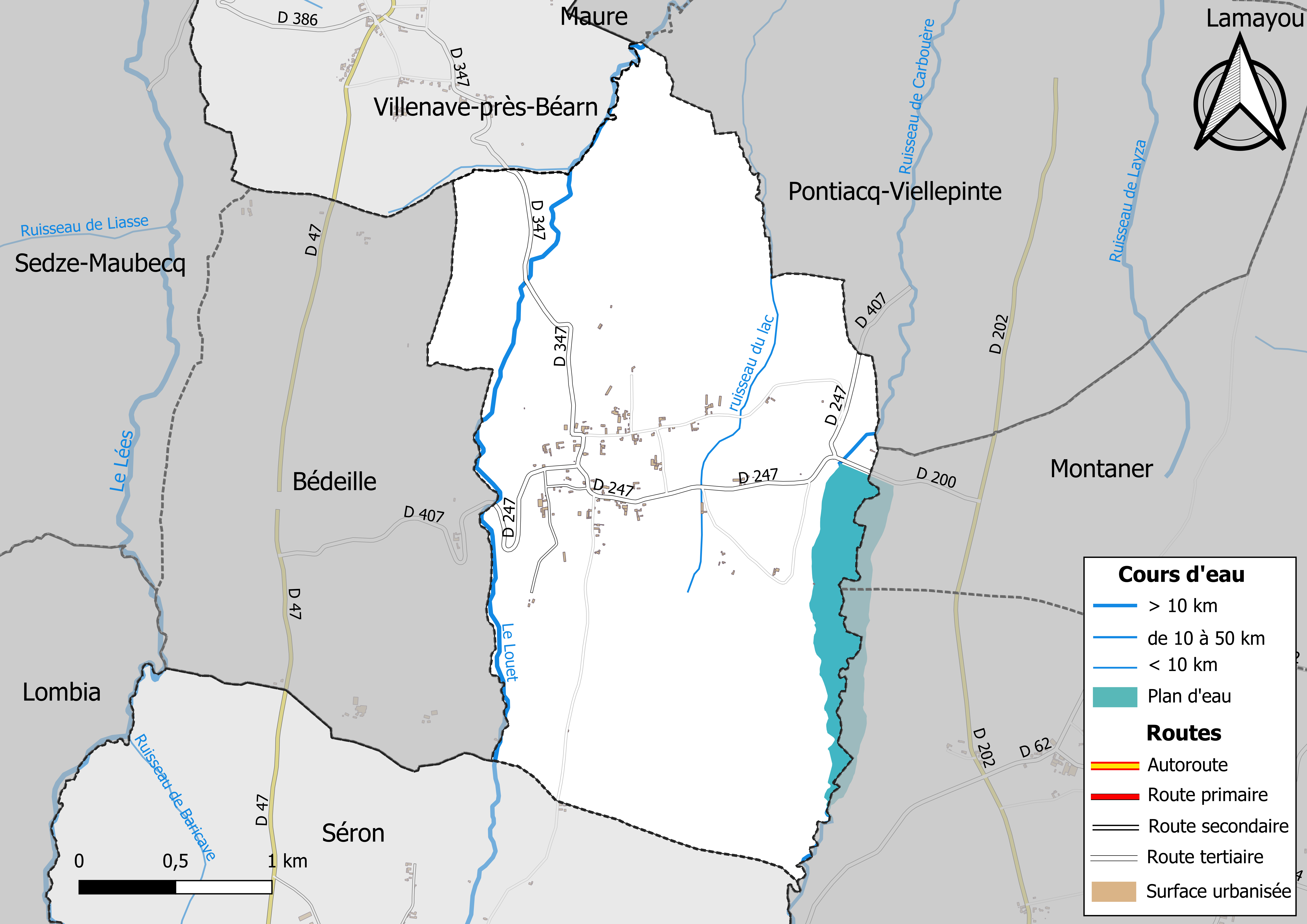
Carte hydrographique de la commune.

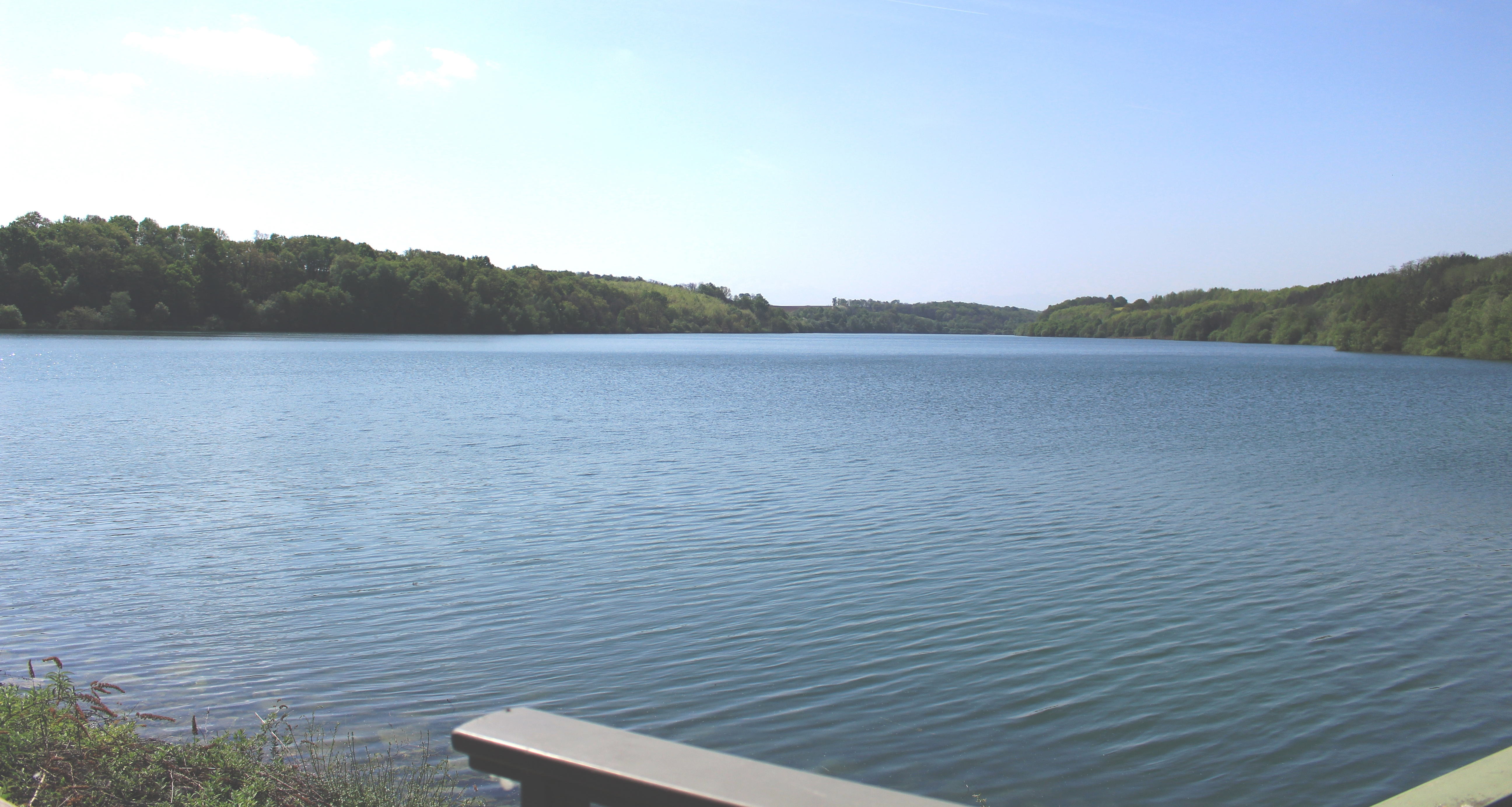
Le réservoir du Louet.

La commune est dans le bassin de l'Adour, au sein du bassin hydrographique Adour-Garonne.
Elle est drainée par le Louet, le Carbouère, le ruisseau du lac et par un petit cours d'eau, constituant un réseau hydrographique de 6 km de longueur totale,.
Le Louet, d'une longueur totale de 44,3 km, prend sa source dans la commune de Gardères et s'écoule du sud vers le nord. Il traverse la commune par le réservoir du Louet et se jette dans l'Adour à Castelnau-Rivière-Basse, après avoir traversé 22 communes.
Le Carbouère, d'une longueur totale de 17,3 km, prend sa source dans la commune de Ger et s'écoule du sud vers le nord. Il traverse la commune et se jette dans le Louet à Bentayou-Sérée, après avoir traversé 10 communes.
Le barrage du Louët, barrage réservoir qui constitue le réservoir du Louet (communément désigné Lac d’Escaunets), a été construit par l’Institution Adour en 1992-1993.

### Climat
Le climat est tempéré de type océanique, en raison de l'influence proche de l'océan Atlantique situé à peu près 150 km plus à l'ouest. La proximité des Pyrénées fait que la commune profite d'un effet de foehn, il peut aussi y neiger en hiver, même si cela reste inhabituel.

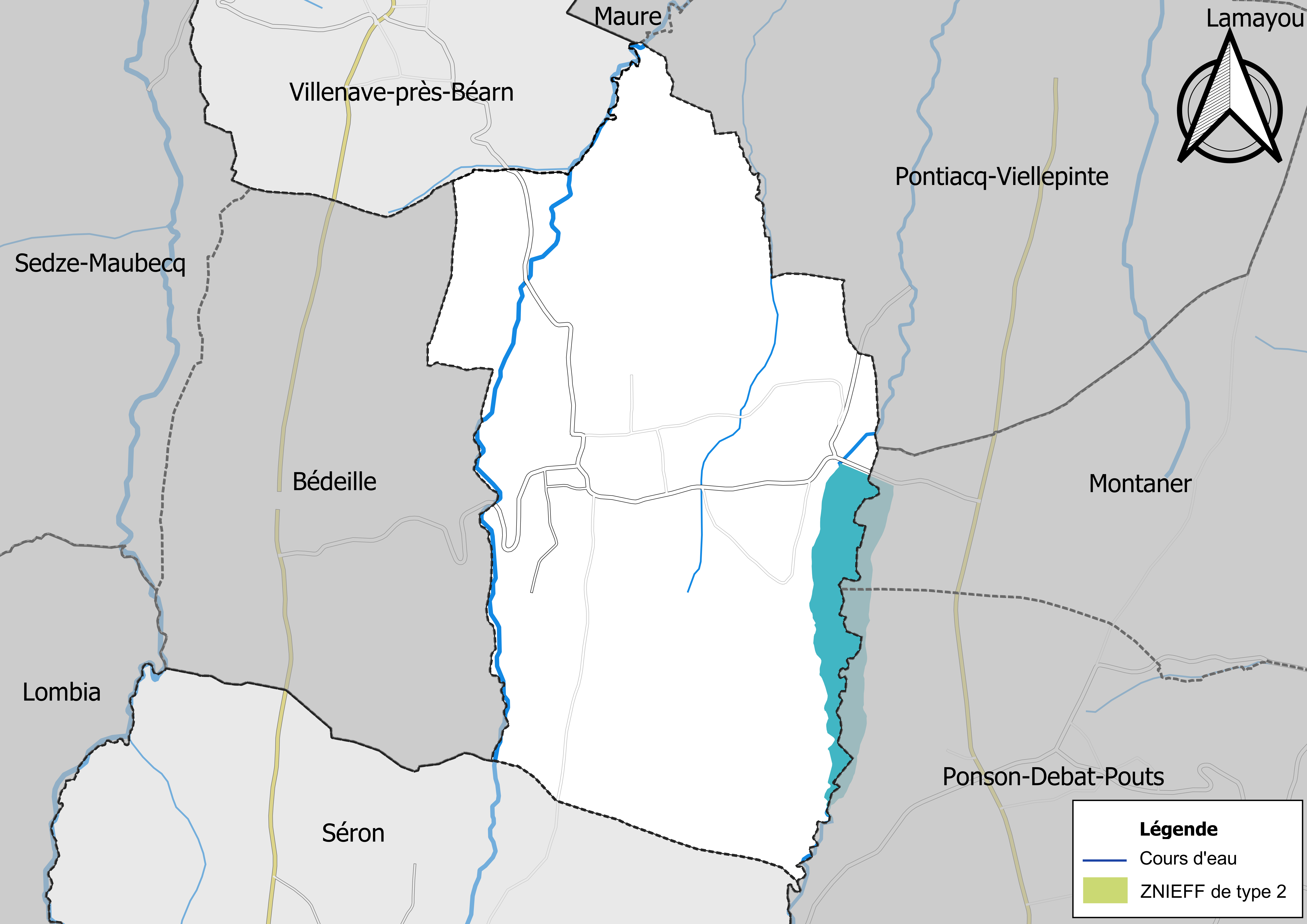
Carte des ZNIEFF de type 2 localisées sur la commune.

| Mois                              | jan.  | fév.  | mars  | avril | mai   | juin  | jui.  | août  | sep.  | oct.  | nov.  | déc.  | année   |
| --------------------------------- | ----- | ----- | ----- | ----- | ----- | ----- | ----- | ----- | ----- | ----- | ----- | ----- | ------- |
| Température minimale moyenne (°C) | 0,6   | 1,3   | 2,7   | 5,2   | 8,3   | 11,6  | 14,1  | 13,9  | 11,7  | 8     | 3,6   | 1,3   | 6,9     |
| Température moyenne (°C)          | 5,3   | 6,1   | 7,8   | 10    | 13,3  | 16,7  | 19,3  | 19    | 17,2  | 13,3  | 8,5   | 5,8   | 11,9    |
| Température maximale moyenne (°C) | 9,9   | 11    | 12,9  | 14,8  | 18,3  | 21,7  | 24,5  | 24    | 22,6  | 18,6  | 13,4  | 10,4  | 16,8    |
| Ensoleillement (h)                | 108,8 | 118,8 | 155,6 | 157,2 | 181,3 | 191,5 | 215,5 | 196,4 | 194,5 | 164,4 | 124,4 | 104,4 | 1 912,8 |
| Précipitations (mm)               | 112,8 | 97,5  | 100,2 | 105,7 | 113,6 | 80,7  | 57,3  | 70,3  | 71    | 85,2  | 93    | 112,1 | 1 099,4 |

### Milieux naturels et biodiversité
L’inventaire des zones naturelles d'intérêt écologique, faunistique et floristique (ZNIEFF) a pour objectif de réaliser une couverture des zones les plus intéressantes sur le plan écologique, essentiellement dans la perspective d’améliorer la connaissance du patrimoine naturel national et de fournir aux différents décideurs un outil d’aide à la prise en compte de l’environnement dans l’aménagement du territoire.
Une ZNIEFF de type 1 est recensée sur la commune :
le « lac du Louet et ruisseau de Louet Daban en amont » (153 ha), couvrant 6 communes dont quatre dans les Pyrénées-Atlantiques et deux dans les Hautes-Pyrénées.

## Urbanisme

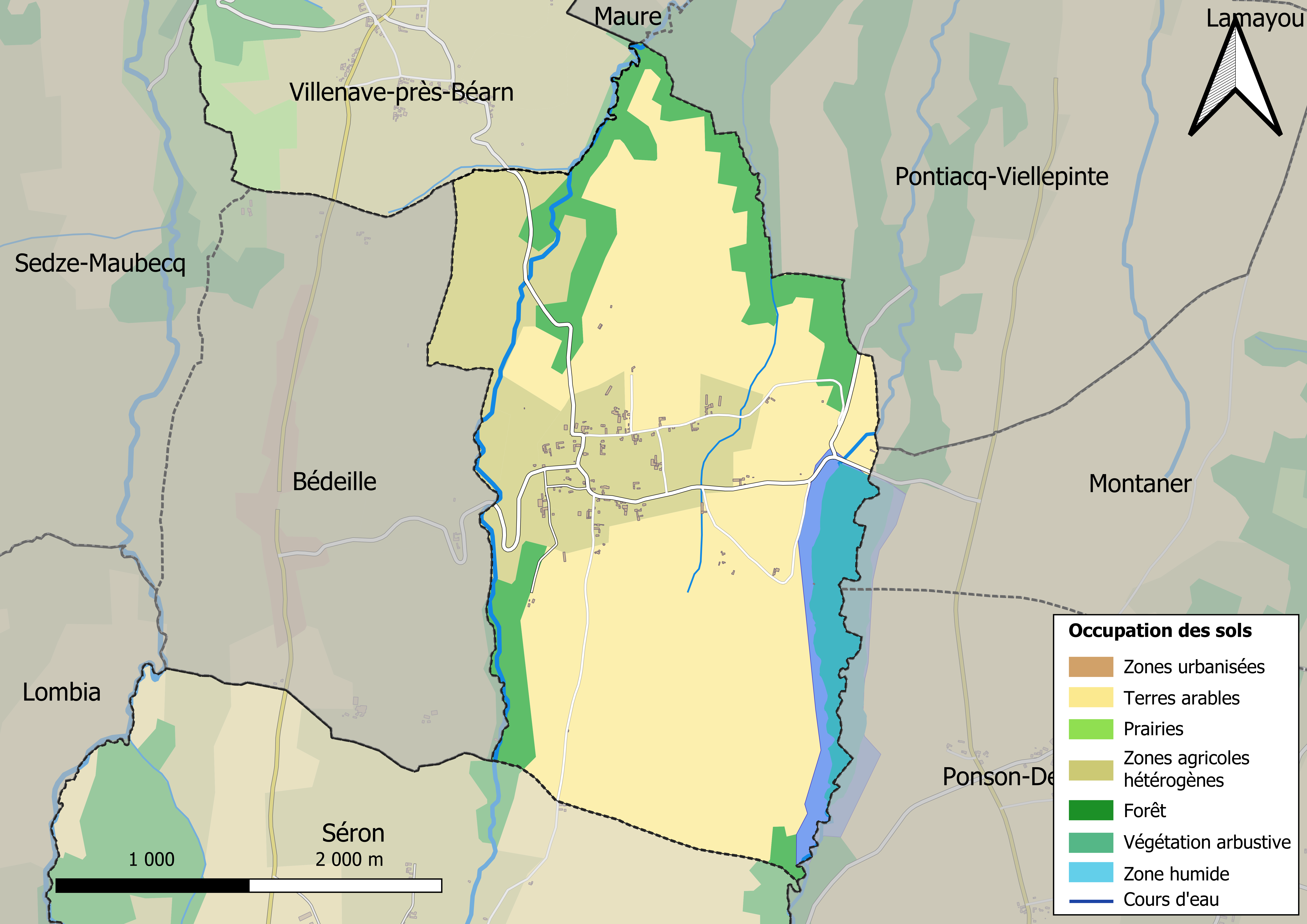
Carte des infrastructures et de l'occupation des sols en 2018 (CLC) de la commune.

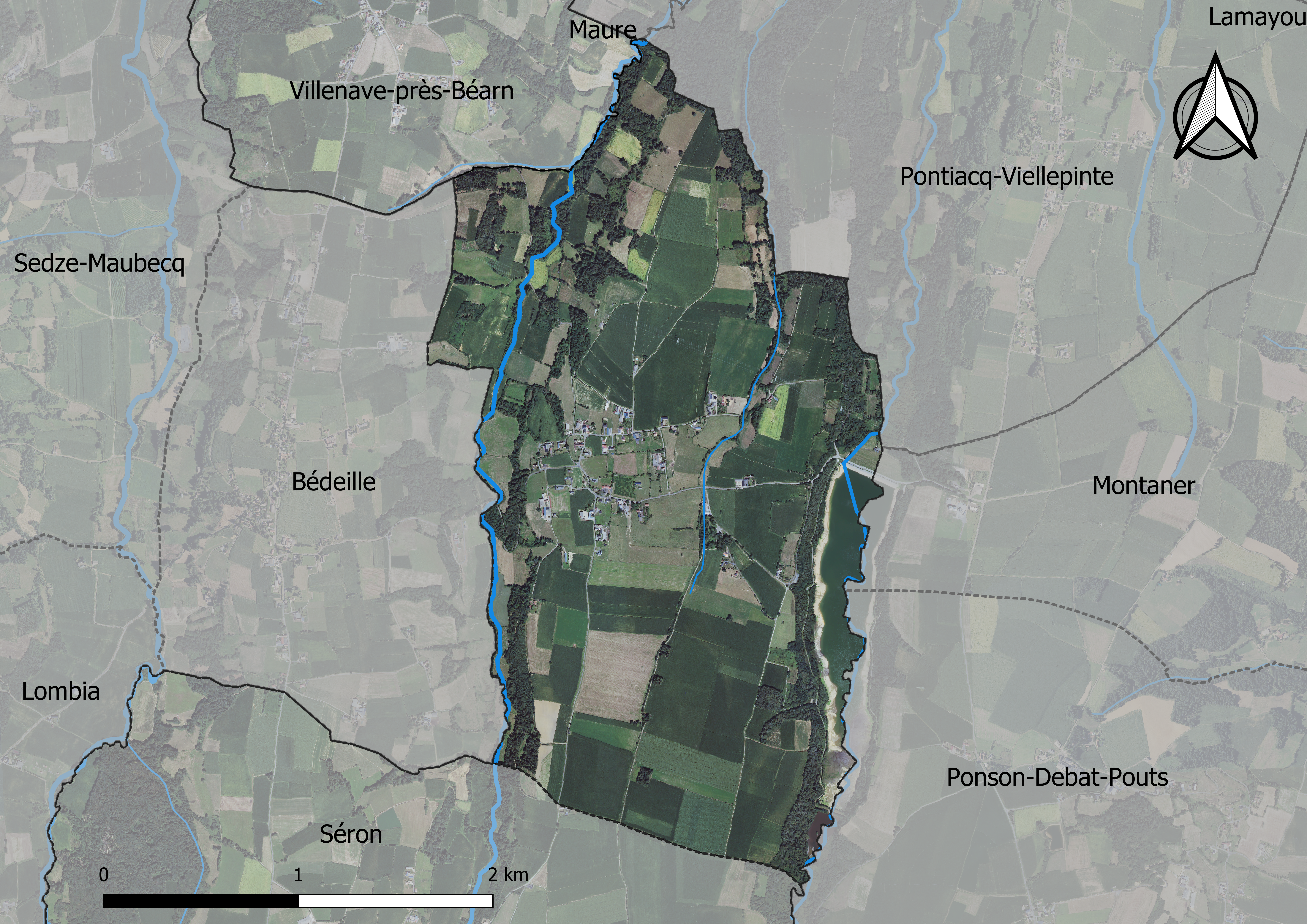
Carte orthophotogrammétrique de la commune.

### Typologie
Au 1er janvier 2024, Escaunets est catégorisée commune rurale à habitat dispersé, selon la nouvelle grille communale de densité à sept niveaux définie par l'Insee en 2022.
Elle est située hors unité urbaine. Par ailleurs la commune fait partie de l'aire d'attraction de Tarbes, dont elle est une commune de la couronne,. Cette aire, qui regroupe 153 communes, est catégorisée dans les aires de 50 000 à moins de 200 000 habitants,.

### Occupation des sols
L'occupation des sols de la commune, telle qu'elle ressort de la base de données européenne d’occupation biophysique des sols Corine Land Cover (CLC), est marquée par l'importance des territoires agricoles (80,7 % en 2018), en diminution par rapport à 1990 (84,4 %). La répartition détaillée en 2018 est la suivante : 
terres arables (59 %), zones agricoles hétérogènes (21,7 %), forêts (12,7 %), eaux continentales (6,6 %).
L'IGN met par ailleurs à disposition un outil en ligne permettant de comparer l’évolution dans le temps de l’occupation des sols de la commune (ou de territoires à des échelles différentes). Plusieurs époques sont accessibles sous forme de cartes ou photos aériennes : la carte de Cassini (XVIIIe siècle), la carte d'état-major (1820-1866) et la période actuelle (1950 à aujourd'hui).

### Habitat et logement
En 2020, le nombre total de logements dans la commune était de 55, alors qu'il était de 53 en 2015 et de 44 en 2010.
Parmi ces logements, 90,6 % étaient des résidences principales, 3,7 % des résidences secondaires et 5,6 % des logements vacants. Ces logements étaient pour 98,2 % d'entre eux des maisons individuelles et pour 1,8 % des appartements.
Le tableau ci-dessous présente la typologie des logements à Escaunets en 2020 en comparaison avec celle des Hautes-Pyrénées et de la France entière. Une caractéristique marquante du parc de logements est ainsi la faible proportion des résidences secondaires et logements occasionnels (3,7 %) par rapport au département (23,2 %) et à la France entière (9,7 %). 
| Typologie                                               | Escaunets | Hautes-Pyrénées | France entière |
| ------------------------------------------------------- | --------- | --------------- | -------------- |
| Résidences principales (en %)                           | 90,6      | 67,3            | 82,1           |
| Résidences secondaires et logements occasionnels (en %) | 3,7       | 23,2            | 9,7            |
| Logements vacants (en %)                                | 5,6       | 9,5             | 8,2            |

### Risques naturels et technologiques
Le territoire de la commune d'Escaunets est vulnérable à différents aléas naturels : météorologiques (tempête, orage, neige, grand froid, canicule ou sécheresse), inondations, mouvements de terrains et séisme (sismicité modérée). Il est également exposé à un risque particulier : le risque de radon. Un site publié par le BRGM permet d'évaluer simplement et rapidement les risques d'un bien localisé soit par son adresse soit par le numéro de sa parcelle.

#### Risques naturels
Certaines parties du territoire communal sont susceptibles d’être affectées par le risque d’inondation par débordement de cours d'eau, notamment le Louet et le Carbouère. La cartographie des zones inondables en ex-Midi-Pyrénées réalisée dans le cadre du XIe Contrat de plan État-région, visant à informer les citoyens et les décideurs sur le risque d’inondation, est accessible sur le site de la DREAL Occitanie. La commune a été reconnue en état de catastrophe naturelle au titre des dommages causés par les inondations et coulées de boue survenues en 1982, 1999 et 2009,.
Escaunets est exposée au risque de feu de forêt. Un plan départemental de protection des forêts contre les incendies a été approuvé par arrêté préfectoral le 21 avril 2020 pour la période 2020-2029. Le précédent couvrait la période 2007-2017. L’emploi du feu est régi par deux types de réglementations. D’abord le code forestier et l’arrêté préfectoral du 27 octobre 2014, qui réglementent l’emploi du feu à moins de 200 m des espaces naturels combustibles sur l’ensemble du département. Ensuite celle établie dans le cadre de la lutte contre la pollution de l’air, qui interdit le brûlage des déchets verts des particuliers. L’écobuage est quant à lui réglementé dans le cadre de commissions locales d’écobuage (CLE)

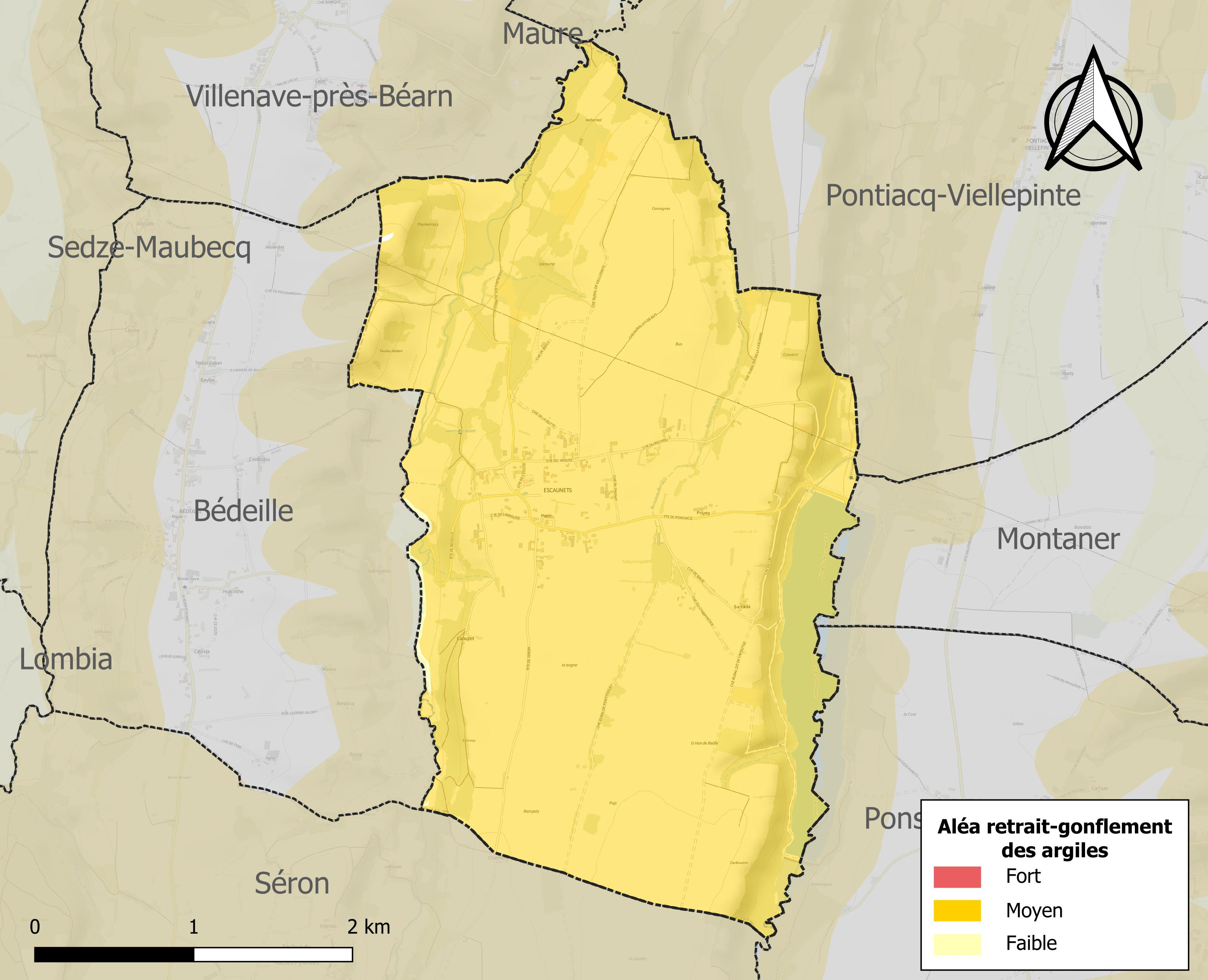
Carte des zones d'aléa retrait-gonflement des sols argileux d'Escaunets.

Les mouvements de terrains susceptibles de se produire sur la commune sont des tassements différentiels.
Le retrait-gonflement des sols argileux est susceptible d'engendrer des dommages importants aux bâtiments en cas d’alternance de périodes de sécheresse et de pluie. 99,6 % de la superficie communale est en aléa moyen ou fort (44,5 % au niveau départemental et 48,5 % au niveau national). Sur les 48 bâtiments dénombrés sur la commune en 2019, 48 sont en aléa moyen ou fort, soit 100 %, à comparer aux 75 % au niveau départemental et 54 % au niveau national. Une cartographie de l'exposition du territoire national au retrait gonflement des sols argileux est disponible sur le site du BRGM,.
Par ailleurs, afin de mieux appréhender le risque d’affaissement de terrain, l'inventaire national des cavités souterraines permet de localiser celles situées sur la commune.
Concernant les mouvements de terrains, la commune a été reconnue en état de catastrophe naturelle au titre des dommages causés par des mouvements de terrain en 1999.

#### Risque particulier
Dans plusieurs parties du territoire national, le radon, accumulé dans certains logements ou autres locaux, peut constituer une source significative d’exposition de la population aux rayonnements ionisants. Certaines communes du département sont concernées par le risque radon à un niveau plus ou moins élevé. Selon la classification de 2018, la commune d'Escaunets est classée en zone 2, à savoir zone à potentiel radon faible mais sur lesquelles des facteurs géologiques particuliers peuvent faciliter le transfert du radon vers les bâtiments.

## Toponymie
On trouvera les principales informations dans le Dictionnaire toponymique des communes des Hautes Pyrénées de Michel Grosclaude et Jean-François Le Nail qui rapporte les dénominations historiques du village :
- de Scaunetz, (1313, Debita regi Navarre) ;
- De Scaunetis, latin (1342, pouillé de Tarbes; 1379, Procuration Tarbes) ;
- Scaunetz, (1429, censier de Bigorre) ;
- Escaunets en Bigorre , (1769, registres paroissiaux) ;
- Escaunes, (fin XVIIIe siècle, carte de Cassini).

En occitan, elle est dénommée Escaunets.

## Histoire

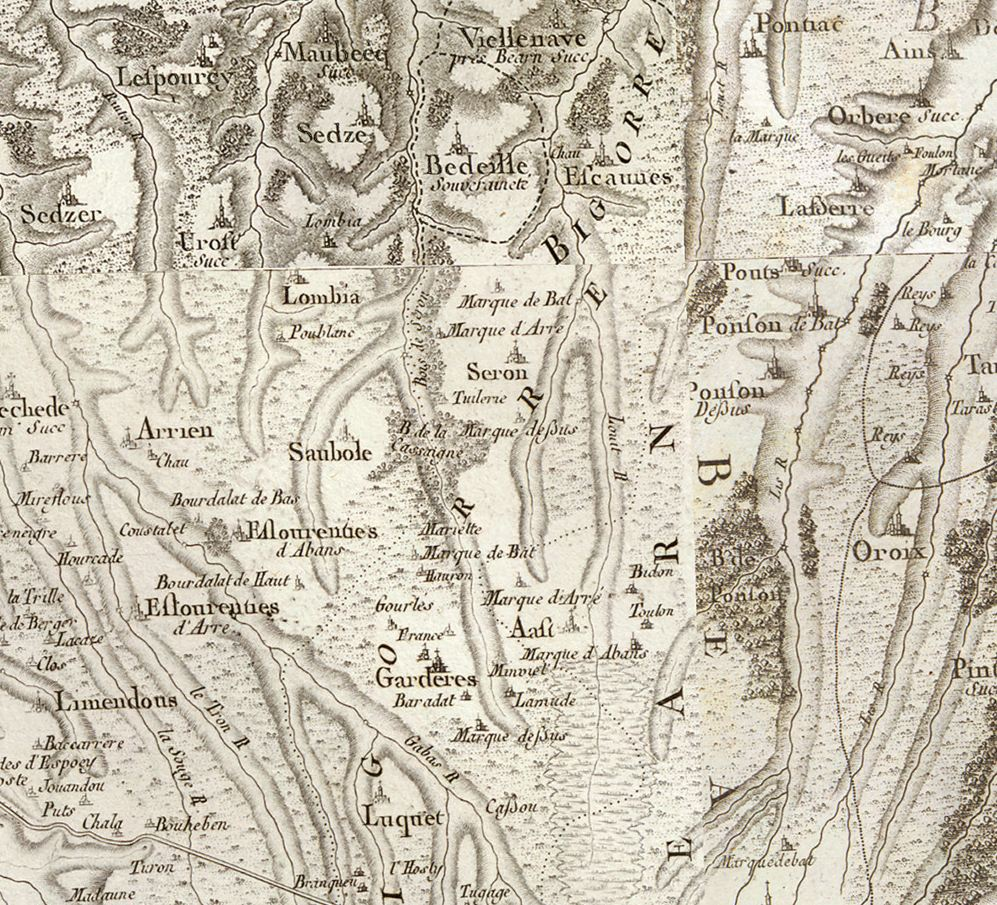
Extrait de la carte de Cassini (entre 1756 et 1789) situant Escaunets dans les enclaves à l'ouest des Hautes-Pyrénées

Sous l'Ancien Régime, le village fait partie des Pays et sénéchaussée de Bigorre, quarteron de Vic.

## Politique et administration

### Rattachements administratifs et électoraux

#### Rattachements administratifs
La commune se trouve dans l'arrondissement de Tarbes du département des Hautes-Pyrénées.
Elle faisait partie de 1801 à 1921 du canton d'Ossun, année où elle est intégrée au canton de Vic-en-Bigorre. Dans le cadre du redécoupage cantonal de 2014 en France, cette circonscription administrative territoriale a disparu, et le canton n'est plus qu'une circonscription électorale.

#### Rattachements électoraux
Pour les élections départementales, la commune fait partie depuis 2014 d'un nouveau canton de Vic-en-Bigorre porté de 15 à 22 communes.
Pour l'élection des députés, elle fait partie de la deuxième circonscription des Hautes-Pyrénées.

### Intercommunalité
Escaunets était membre de la communauté de communes de Vic-Montaner, un établissement public de coopération intercommunale (EPCI) à fiscalité propre créé en 1992 et auquel la commune avait transféré un certain nombre de ses compétences, dans les conditions déterminées par le code général des collectivités territoriales.
Dans le cadre des dispositions de la loi portant nouvelle organisation territoriale de la République du 7 août 2015, qui prévoit que les établissements publics de coopération intercommunale (EPCI) à fiscalité propre doivent avoir un minimum de 15 000 habitants, cette intercommunalité a fusionné avec ses voisines pour former, le 1er janvier 2017, la communauté de communes Adour Madiran, dont est désormais membre la commune.
Cette intercommunalité regroupe 72 communes de Bigorre et de Béarn.

### Liste des maires
| Période                                  | Période   | Identité       | Étiquette | Qualité                          |
| ---------------------------------------- | --------- | -------------- | --------- | -------------------------------- |
| Les données manquantes sont à compléter. |           |                |           |                                  |
|                                          |           |                |           |                                  |
| 1965                                     | mars 2020 | Paul Lagrave,  |           |                                  |
| mars 2020                                | mai 2023  | Éric Lagrave   |           | Agent territorial Démissionnaire |
| juin 2023                                | En cours  | Magali Charron |           | Sans profession                  |

## Équipements et services publics

### Enseignement
La commune dépend de l'académie de Bordeaux.
Les enfants de la commune sont scolarisés avec ceux de Bédeille,  Sedze-Maubecq  et Villenave-près-Béarn dans le cadre du regroupement pédagogique intercommunal des trois collines.
L'école d'Escaunets  accueille les enfants du cycle 2.
Les enfants poursuivent leurs études au collège et au lycée de secteur, situés  dans la cité Scolaire Pierre-Mendès-France de  Vic-en-Bigorre.

### Justice, sécurité, secours et défense

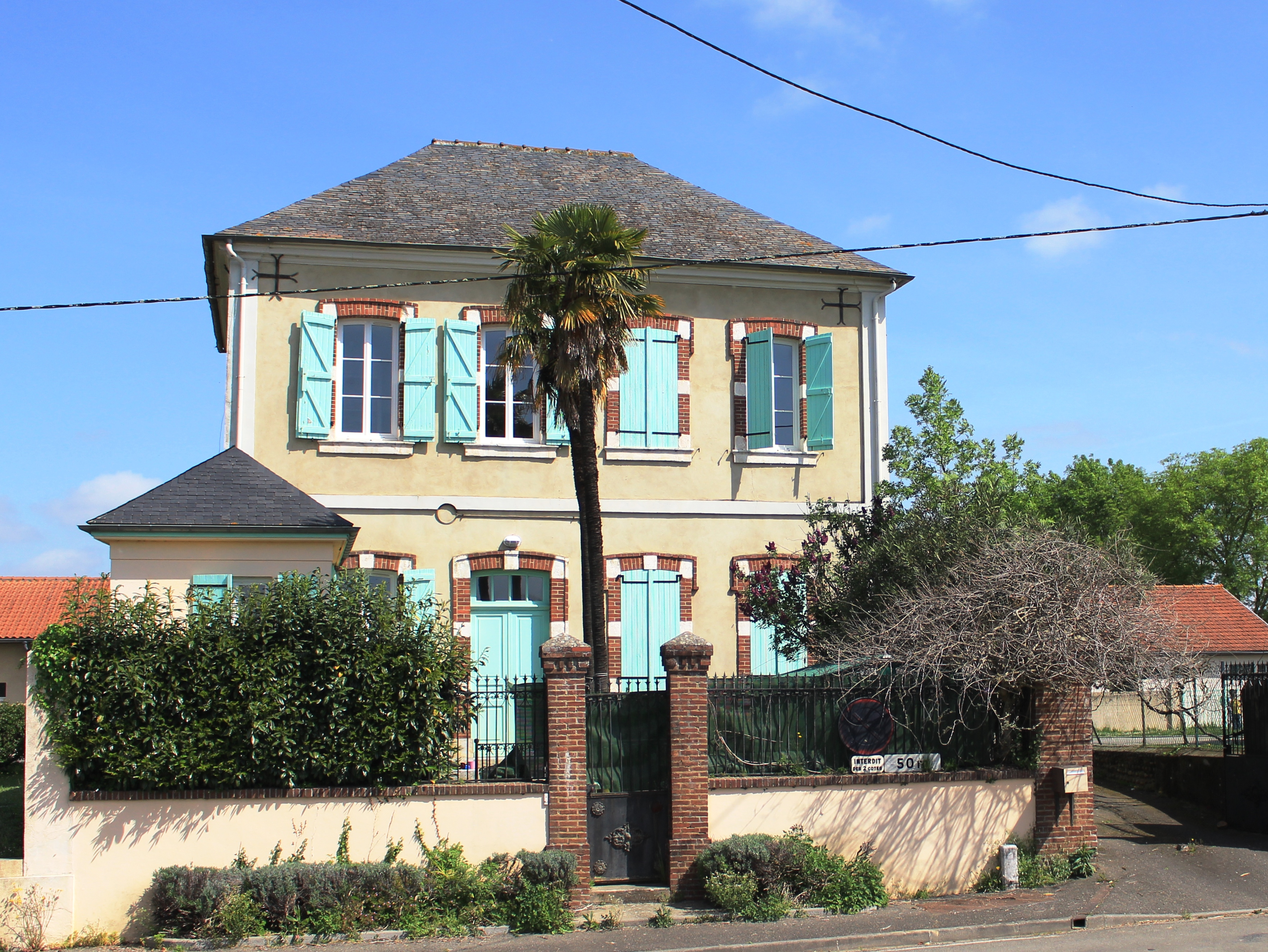
L’école élémentaire en 2018.
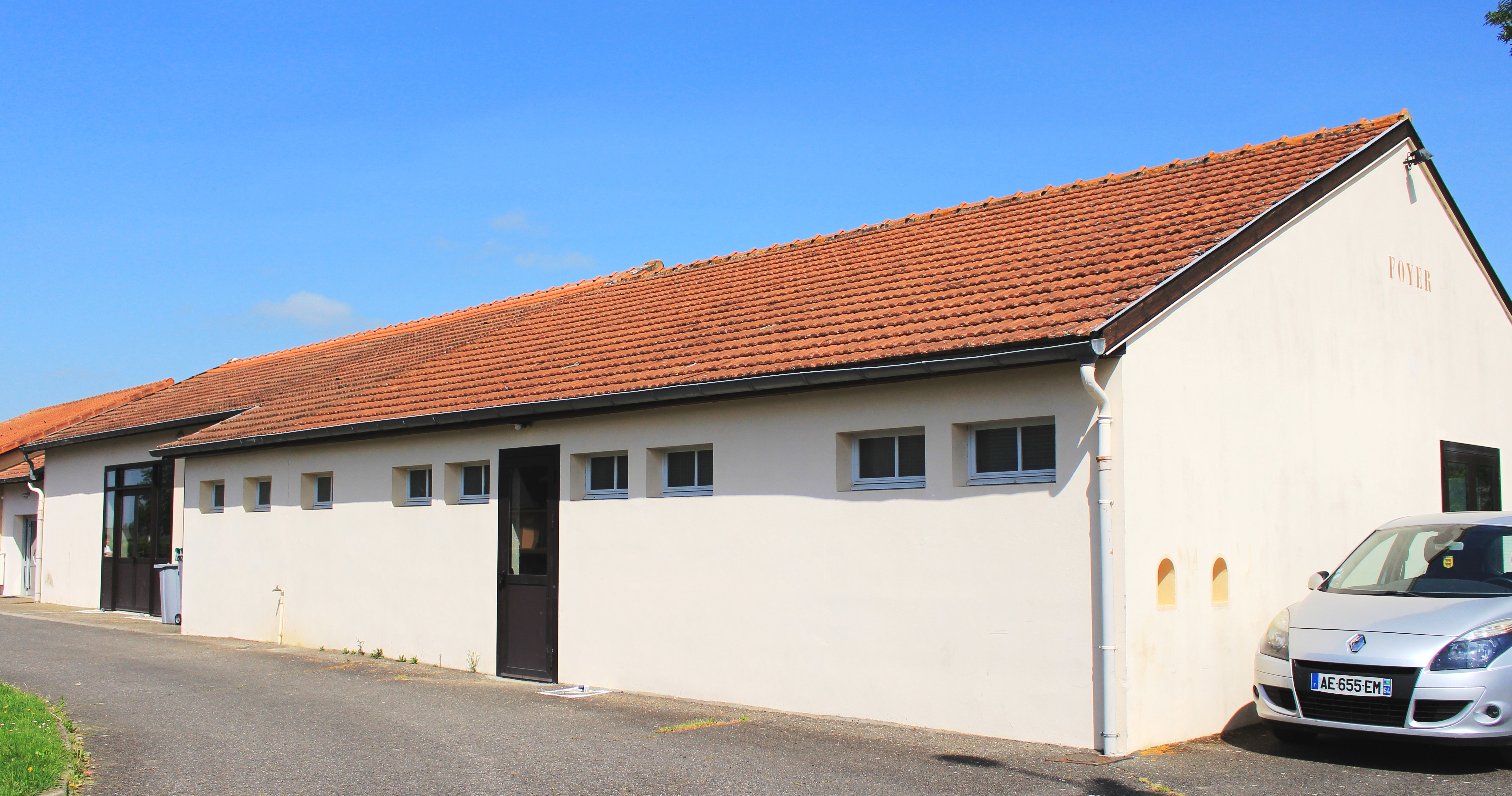
Le foyer rural en 2018

## Population et société

### Démographie
Les habitants sont appelés les Escaunésiens.

#### Évolution démographique
L'évolution du nombre d'habitants est connue à travers les recensements de la population effectués dans la commune depuis 1793. Pour les communes de moins de 10 000 habitants, une enquête de recensement portant sur toute la population est réalisée tous les cinq ans, les populations de référence des années intermédiaires étant quant à elles estimées par interpolation ou extrapolation. Pour la commune, le premier recensement exhaustif entrant dans le cadre du nouveau dispositif a été réalisé en 2004.

En 2022, la commune comptait 117 habitants, en évolution de −9,3 % par rapport à 2016 (Hautes-Pyrénées : +1,59 %, France hors Mayotte : +2,11 %).
| 1793 | 1800 | 1806 | 1821 | 1831 | 1836 | 1841 | 1846 | 1851 |
| ---- | ---- | ---- | ---- | ---- | ---- | ---- | ---- | ---- |
| 234  | 234  | 259  | 299  | 302  | 294  | 305  | 312  | 280  |

| 1856 | 1861 | 1866 | 1876 | 1881 | 1886 | 1891 | 1896 | 1901 |
| ---- | ---- | ---- | ---- | ---- | ---- | ---- | ---- | ---- |
| 285  | 281  | 281  | 275  | 242  | 226  | 242  | 172  | 205  |

| 1906 | 1911 | 1921 | 1926 | 1931 | 1936 | 1946 | 1954 | 1962 |
| ---- | ---- | ---- | ---- | ---- | ---- | ---- | ---- | ---- |
| 184  | 152  | 158  | 133  | 128  | 126  | 129  | 124  | 130  |

| 1968 | 1975 | 1982 | 1990 | 1999 | 2004 | 2006 | 2009 | 2014 |
| ---- | ---- | ---- | ---- | ---- | ---- | ---- | ---- | ---- |
| 118  | 104  | 109  | 100  | 93   | 99   | 104  | 106  | 125  |

| 2019 | 2022 | - | - | - | - | - | - | - |
| ---- | ---- | - | - | - | - | - | - | - |
| 120  | 117  | - | - | - | - | - | - | - |

Escaunets est une commune rurale dont le pic de population de 312 habitants a eu lieu en 1846.

## Économie

### Emploi
|                | 2008  | 2013  | 2018  |
| -------------- | ----- | ----- | ----- |
| Commune        | 6,3 % | 3,9 % | 4 %   |
| Département    | 7,7 % | 9,4 % | 9,8 % |
| France entière | 8,3 % | 10 %  | 10 %  |

En 2018, la population âgée de 15 à 64 ans s'élève à 77 personnes, parmi lesquelles on compte 74,7 % d'actifs (70,7 % ayant un emploi et 4 % de chômeurs) et 25,3 % d'inactifs,. Depuis 2008, le taux de chômage communal (au sens du recensement) des 15-64 ans est inférieur à celui de la France et du département.
La commune fait partie de la couronne de l'aire d'attraction de Tarbes, du fait qu'au moins 15 % des actifs travaillent dans le pôle,. Elle compte 15 emplois en 2018, contre 18 en 2013 et 17 en 2008. Le nombre d'actifs ayant un emploi résidant dans la commune est de 55, soit un indicateur de concentration d'emploi de 28 % et un taux d'activité parmi les 15 ans ou plus de 59,2 %.
Sur ces 55 actifs de 15 ans ou plus ayant un emploi, 12 travaillent dans la commune, soit 22 % des habitants. Pour se rendre au travail, 77,8 % des habitants utilisent un véhicule personnel ou de fonction à quatre roues, 1,9 % les transports en commun, 5,7 % s'y rendent en deux-roues, à vélo ou à pied et 14,8 % n'ont pas besoin de transport (travail au domicile).

## Culture locale et patrimoine

### Lieux et monuments
- Église de l'Invention-de-Saint-Étienne d'Escaunets.

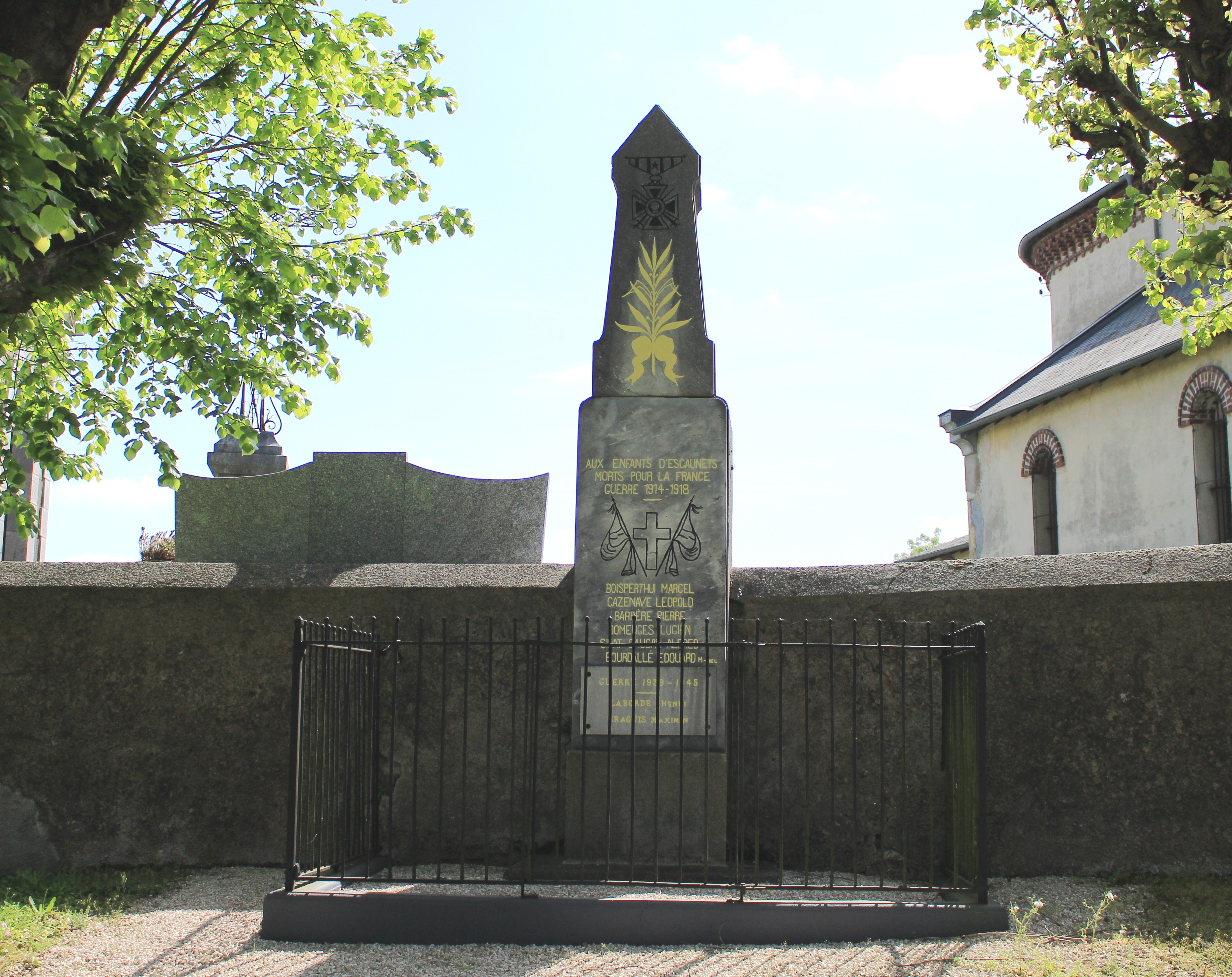
Le monument aux morts municipal.
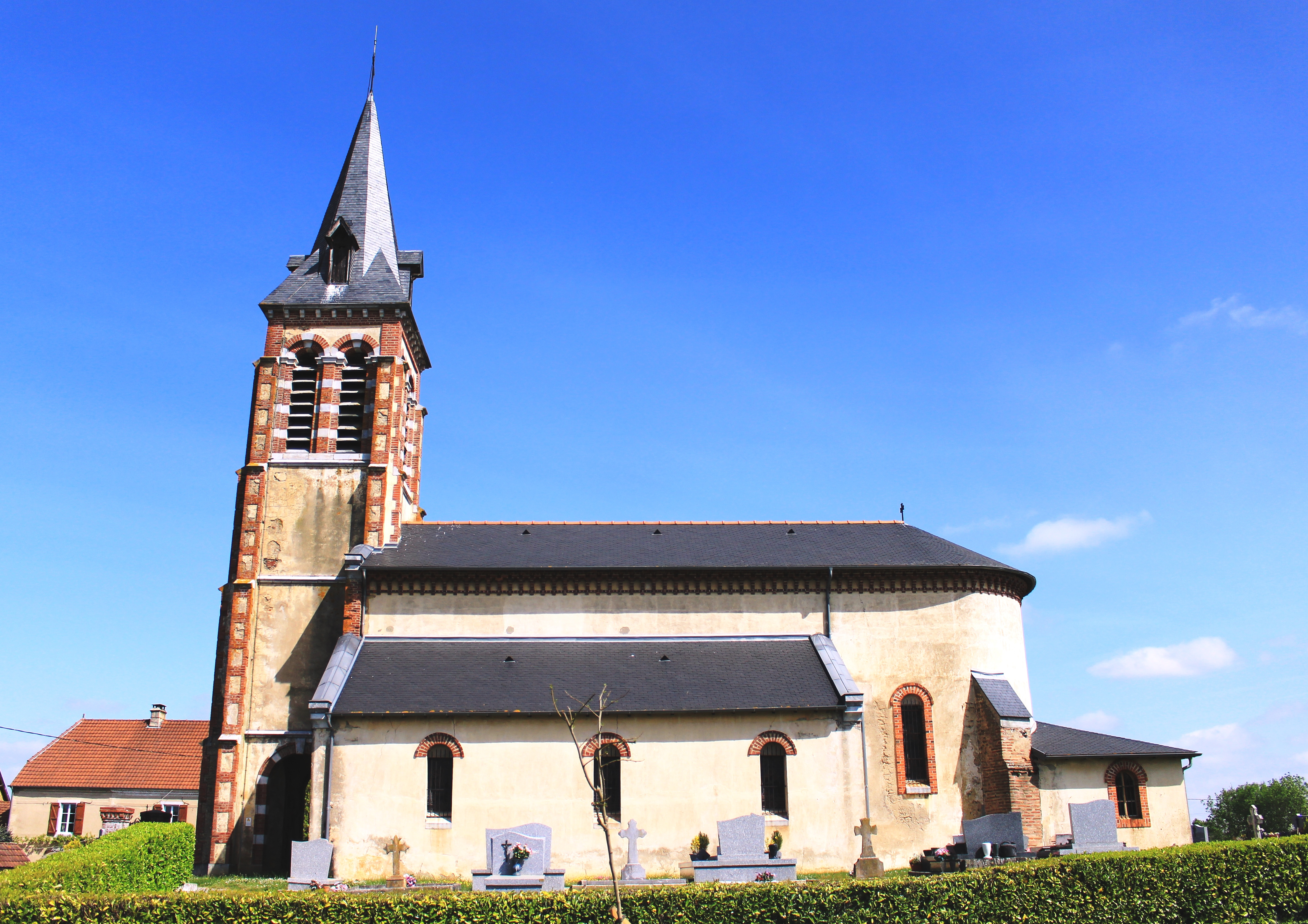
L'église de l'Invention-de-Saint-Étienne en 2018.
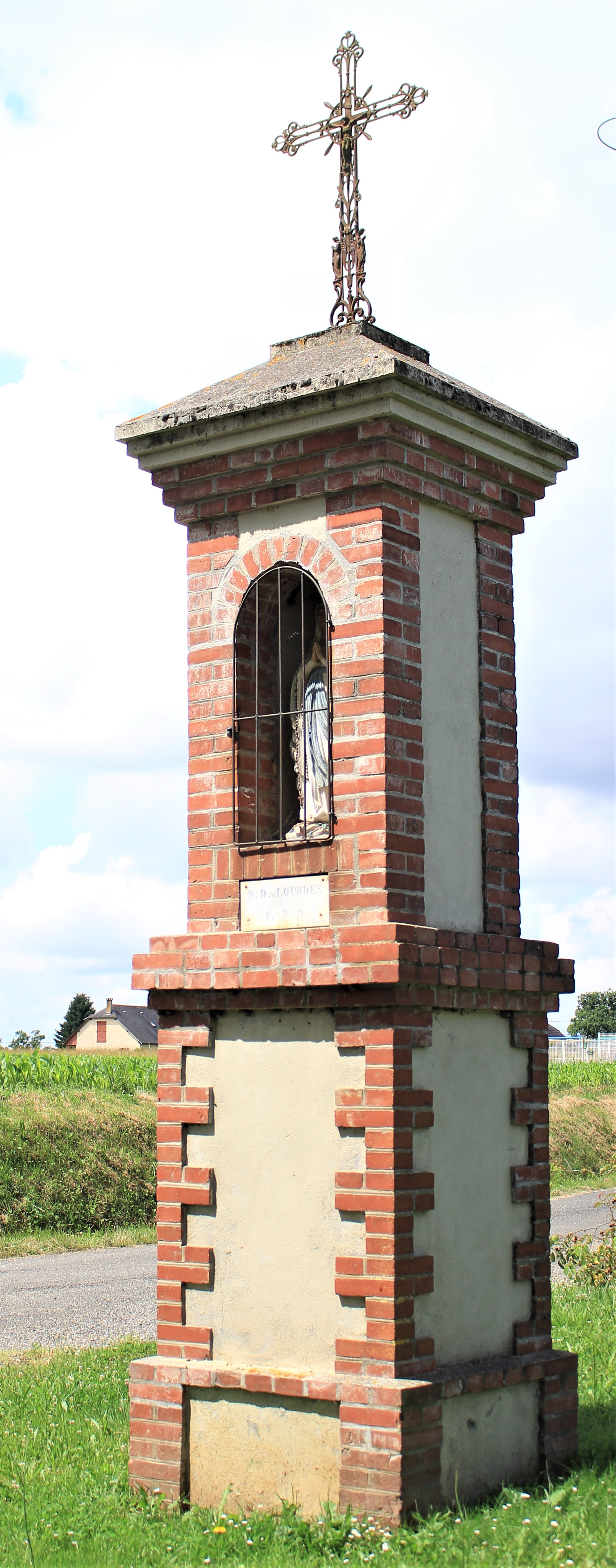
Oratoire.
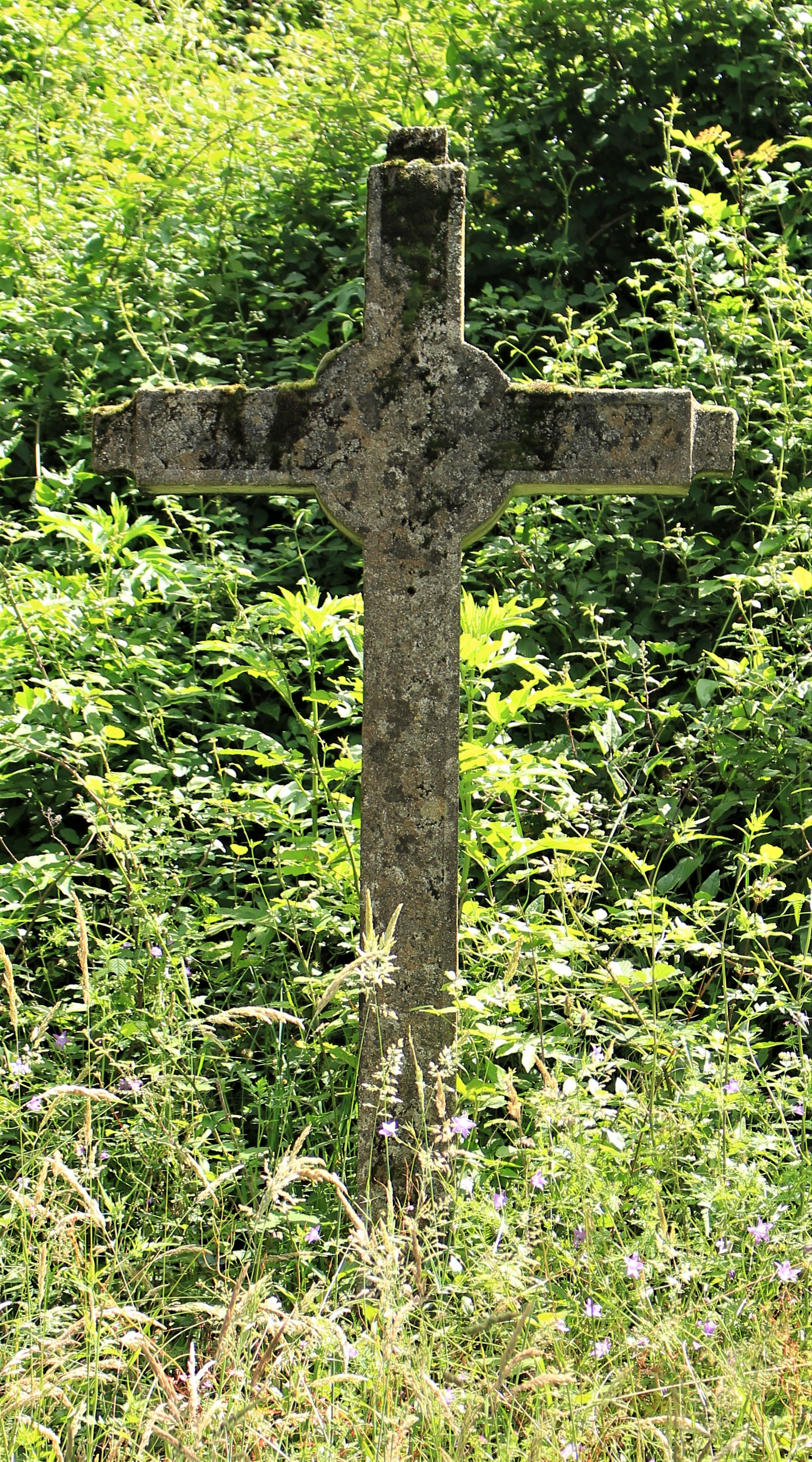
Une croix.

### Héraldique et devise
| Blason de Escaunets | Blason  | D'argent à trois arbres de sinople rangés sur une terrasse du même, surmontés de deux étoiles de six rais d'or, au chef d'azur chargé d'une vache de gueules accostée de deux fleurs de lys du champ. |
| Blason de Escaunets | Détails | Il y a là non-respect de la règle de contrariété des couleurs : ces armes sont fautives (étoile d'or sur argent, vache de gueules sur azur). Le statut officiel du blason reste à déterminer.         |